# ساختمان (مجله)
ساختمان (به انگلیسی: Building) یکی از قدیمی‌ترین مجلات تجاری-به-تجاری بریتانیا است که با نام سازنده در سال ۱۸۴۳ میلادی توسط جوزف آلوایشس هانسوم – معمار تالار شهر بیرمنگام و طراح کب هانسوم – راه‌اندازی شد. این مجله در سال ۱۹۶۶ میلادی به ساختمان تغییر نام داد، همان‌طور که هنوز هم شناخته می‌شود. ساختمان تنها عنوان بریتانیایی است که کل صنعت ساختمان را پوشش می‌دهد.

## تاریخچه
دو ویراستار اول سازنده، هانسوم و آلفرد بارتولومئو (۱۸۴۵–۱۸۰۱ میلادی)، مدت زیادی در این کار دوام نیاوردند. معمار جورج گادوین (۱۸۸۸–۱۸۱۳ میلادی) از ۱۸۴۴ تا ۱۸۸۳ میلادی ویراستار بود و سازنده را به «مهمترین و موفق‌ترین مجلۀ حرفه‌ای در نوع خود با خوانندگانی فراتر از دنیای معماری و ساختمان» تبدیل کرد. ظاهراً گادوین بیشتر مطالب را خودش نوشته است و فقط به گروهی متشکل از پنج نفر تکیه کرده است. جانشین او، هنری هیثکوت استاتهام (۱۹۲۴–۱۸۳۹ میلادی)، این مجله را از ۱۸۸۳ تا ۱۹۰۸ میلادی ویرایش کرد.
نشریۀ رقیب معمار بریتانیایی و مهندس شمالی که با نام معمار بریتانیایی در سال ۱۸۷۴ میلادی تأسیس شد، در سال ۱۹۱۹ میلادی با سازنده ادغام شد، که مشارکت‌های تصویرگر معماری توماس رافلز دیویسون (۱۹۳۷–۱۸۵۳ میلادی) را به همراه داشت.
دیگر مشارکت کنندگان سازنده در طی سالیان متمادی شامل معمارانی مانند: رابرت دنیس چانترل، هنری کلاتون (۱۸۹۳–۱۸۱۹ میلادی)، جوزایا کاندر، جیمز فرگوسن، ویلیام کورتیس گرین (۱۹۶۰–۱۸۷۵ میلادی)، جان وودی پاپورث (۱۸۷۰–۱۸۲۰ میلادی)، هاوارد مورلی رابرتسون (۱۹۶۳–۱۸۸۸ میلادی) و ویلیام وایت.[۶] آن‌ها همچنین شامل هال کین رمان‌نویس، مهندس و باستان‌شناس جی.تی. کلارک و روزنامه‌نگار کوتاه‌-مدت چارلز چالونر اوگل هستند. از دیگر تصویرگران می‌توان به آرتور برسفورد پیته و ورتینگتون جورج اسمیت (۱۹۱۷–۱۸۳۵ میلادی) اشاره کرد.

## تاریخچۀ اخیر وساختمانامروز
این مجله در سال ۱۹۹۹ و در سال ۲۰۰۱ میلادی به عنوان بهترین مجلۀ تجاری هفتگی توسط انجمن ویراستاران مجلات بریتانیا انتخاب شد. این مجلۀ سالِ کسب‌و‌کار در سال ۲۰۰۲ میلادی بود. پس از خرید مجله یک سال پیش از ویوندی یونیورسال، در سال ۲۰۰۳ میلادی آپرویا بریتانیا ساختمان را به یوبی‌ام پی‌ال‌سی به عنوان بخشی از یک معاملۀ ۷۹ میلیون پوندی فروخت.
با توجه به ای‌بی‌سی (اداره حسابرسی تیراژها)، تیراژ مجله برای سال منتهی به ژوئن ۲۰۰۶ میلادی، ۲۵٬۰۱۷ مجلد بود، اما تیراژ در طول رکود اواخر دهۀ ۲۰۰۰ میلادی به ۲۱٬۲۷۱ مجلد و برای ژوئیۀ سال ۲۰۰۹ – ژوئن ۲۰۱۰ میلادی (سال گذشته این عنوان دارای گواهینامۀ-ای‌بی‌سی بود) کاهش یافت؛ و این کاهش ادامه یافت تا سال ۲۰۱۱ میلادی (تیراژ چاپ شمارۀ ۱۱ نوامبر ۱۵٬۴۷۴ مجلد بود).
وب‌گاه ساختمان شامل اخبار صنعت، مشاغل و بایگانی بیش از ۸۰٬۰۰۰ مقاله است. در سال ۲۰۰۶ میلادی «www.Building4Jobs.co.uk» با تمرکز بر حرفه‌ها و مشاغل صنعتی راه‌اندازی شد.
در ژانویه ۲۰۱۸ میلادی، یوبی‌ام مجلۀ ساختمان (به علاوۀ طراحی ساختمان، فهرست مکان و رویدادهای مختلف) را به یک تیم مدیریتی، گروه رسانه‌ای اسامبل، به رهبری سردبیر سابق تام بروتون فروخت.